# Else Praasterink
Else Guurtje Praasterink (Berkel en Rodenrijs, 10 de marzo de 2003) es una deportista neerlandesa que compite en saltos de plataforma. Ganó una medalla de bronce en el Campeonato Europeo de Saltos de 2025, en la prueba de plataforma 10 m.

## Palmarés internacional
| Campeonato Europeo | Campeonato Europeo | Campeonato Europeo | Campeonato Europeo |
| Año                | Lugar              | Medalla            | Prueba             |
| ------------------ | ------------------ | ------------------ | ------------------ |
| 2025               | Antalya (Turquía)  | Medalla de bronce  | Plataforma 10 m    |